# Landkreis St. Wendel
Der Landkreis St. Wendel ist ein Landkreis im Saarland.

## Geographie

### Lage
Der größte Teil des Landkreises gehört zum Nahebergland, der Norden hat noch Anteil an den Ausläufern des Hunsrück.

### Nachbarkreise
Der Landkreis grenzt im Uhrzeigersinn im Nordwesten beginnend an die Landkreise Trier-Saarburg, Birkenfeld und Kusel (alle in Rheinland-Pfalz) sowie an die Landkreise Neunkirchen, Saarlouis und Merzig-Wadern (alle im Saarland).

## Geschichte
Das Gebiet des Landkreises Sankt Wendel gehörte bis zum Ende des 18. Jahrhunderts zu verschiedenen Herrschaften (Kurtrier, Nassau-Saarbrücken, Pfalz-Zweibrücken, Herzogtum Lothringen bis 1766). Von 1798 bis 1814 war die Region Teil des französischen Départements de la Sarre. Infolge des Wiener Kongresses (1815) errichtete Herzog Ernst I. von Sachsen-Coburg-Saalfeld 1816 das Fürstentum Lichtenberg, das er 1834 an Preußen verkaufte. Dieses bildete hieraus den Kreis Sankt Wendel innerhalb des Regierungsbezirks Trier in der Rheinprovinz. Die fünfzigjährige Wiederkehr der mit der Erbhuldigung am 22. September 1834 offiziell abgeschlossenen Vereinigung des Kreises St. Wendel mit der Krone Preußens nahm man 1884 zum Anlass für eine großangelegte Feier in der Kreisstadt; im Vorfeld der Veranstaltung hatten die Kreisstände eine Ergebenheitsadresse an Kaiser Wilhelm I. gerichtet, der ihnen für ihre „patriotische Kundgebung“ wiederum seinen „aufrichtigsten landesväterlichen Dank“ aussprach. Was die Schulen in diesem Zusammenhang betrifft, hatten „sämmtliche Lehrer den bei der Gelegenheit in der Schule zu haltenden Vortrag“ vorab beim ständigen Schulinspektor für den Kreis St. Wendel (mit Namen Kreutz) einzureichen.
Zu einer Änderung der territorialen Verhältnisse kam es 1920, als infolge des Inkrafttretens des Versailler Vertrags (1919) das Saargebiet einer besonderen Verwaltung des Völkerbundes unterstellt wurde. Zum Saargebiet kam der südwestliche Teil des damaligen Kreises St. Wendel (St. Wendel, Oberthal, Tholey, Marpingen, Namborn, Ostertal ohne Schwarzerden).
Die nunmehr außerhalb des Saargebiets gelegene Stadt Baumholder und 67 Landgemeinden in dem Gebiet zwischen Glan und Nahe bildeten den Restkreis Sankt Wendel-Baumholder mit Verwaltungssitz in Baumholder, der im Regierungsbezirk Trier der Rheinprovinz verblieb. Der Kreis Sankt Wendel verlor dadurch etwa zwei Drittel seines Gebiets. Nachdem die Völkerbundsverwaltung am 1. März 1935 endete, wurden die alten territorialen Verhältnisse nicht wiederhergestellt. Das „Saarland“, so lautete jetzt die amtliche Bezeichnung des Gebiets, kam unter unmittelbare Reichsverwaltung. Der Restkreis verblieb in der Rheinprovinz und wurde am 1. April 1937 in den Landkreis Birkenfeld im Regierungsbezirk Koblenz eingegliedert.
Nach der Machtergreifung der Nationalsozialisten 1933 im Deutschen Reich lebten die Bürger des (heutigen) Kreisgebietes, obwohl nur wenige Kilometer voneinander entfernt, in zwei vollkommen unterschiedlichen politischen Realitäten: Während der dem Deutschen Reich zugehörige Nordosten im Machtgebiet der Nationalsozialisten lag, blieb der dem Saargebiet zugehörige Südwesten unter internationaler Völkerbund-Verwaltung. Letzterem kam daher, wie dem gesamten Saargebiet, eine Schlüsselrolle als Zufluchtsort für vom Nationalsozialismus verfolgte Deutsche sowie als Knotenpunkt für das Einschleusen antirassistischer Propaganda ins Deutsche Reich zu. Besonders anschaulich ist dies anhand der Gemeinde Namborn, die direkt an der Grenze auf der Seite des Saargebietes lag. Hier erzählt der Premiumwanderweg „Schmuggler-Pfad“ diesen Teil der Geschichte des Kreises nach. Nach dem klaren Votum bei der Saarabstimmung am 13. Januar 1935 für einen Anschluss an das Deutsche Reich wurde dieser am 1. März gleichen Jahres vollzogen. Daraufhin kam es wie in ganz Deutschland auch im südwestlichen Gebiet des heutigen Landkreises St. Wendel zur massiven Verfolgung von Oppositionellen und Bürgern jüdischen Glaubens, jedoch auch zu Widerstand gegen die nationalsozialistischen Verbrechen.
Vom 1. April 1943 bis 1. August 1945 verlor der Kreis St. Wendel vorübergehend seine Selbständigkeit, da die damalige Gauleitung Westmark den Zusammenschluss mit dem Landkreis Ottweiler anordnete.
Der 1946 gebildete Saarstaat war räumlich größer als das Gebiet der Völkerbundsverwaltung (1920–1935); dabei wurde auch der Landkreis St. Wendel vergrößert. Zunächst wurden am 18. Juli 1946 von der französischen Militärregierung die Gemeinden Bosen, Eckelhausen, Eisen, Eiweiler, Gehweiler, Gonnesweiler, Grügelborn, Hirstein, Leitersweiler, Mosberg-Richweiler, Neunkirchen, Reitscheid, Schwarzenbach, Selbach, Sötern, Steinberg-Deckenhardt, Türkismühle und Walhausen aus dem Landkreis Birkenfeld in den Landkreis St. Wendel umgegliedert.
Am 1. Oktober 1946 wurden die Gemeinden Bierfeld, Braunshausen, Buweiler-Rathen, Kastel, Kostenbach, Nonnweiler, Otzenhausen, Primstal und Sitzerath aus dem aufgelösten Kreis Wadern sowie die Gemeinden Bergweiler, Hasborn-Dautweiler, Lindscheid, Neipel, Scheuern, Sotzweiler, Theley, Tholey und Überroth-Niederhofen aus dem Landkreis Ottweiler in den Landkreis St. Wendel umgegliedert. Im Gegenzug wechselten die Gemeinden Steinbach und Wetschhausen aus dem Landkreis St. Wendel in den Landkreis Ottweiler.
Am 7. Juni 1947 wurden schließlich auch noch die Gemeinden Bubach, Hoof, Niederkirchen, Marth, Osterbrücken und Saal aus dem pfälzischen Landkreis Kusel sowie die Gemeinden Asweiler-Eitzweiler, Freisen, Haupersweiler, Nohfelden, Oberkirchen, Schwarzerden und Wolfersweiler aus dem Landkreis Birkenfeld in den Landkreis St. Wendel umgegliedert.
Im Rahmen der Gebiets- und Verwaltungsreform im Saarland, die am 1. Januar 1974 in Kraft trat, schieden die Gemeinden Buweiler-Rathen und Kostenbach aus dem Landkreis aus und wurden Teil der Stadt Wadern im Landkreis Merzig-Wadern. Auch die Gemeinde Mainzweiler schied aus dem Kreis aus und wurde Teil der Stadt Ottweiler im Landkreis Neunkirchen. Im Gegenzug wurde die Gemeinde Berschweiler, bis dahin zum Landkreis Ottweiler gehörig, Teil von Marpingen im Landkreis St. Wendel.
Zuletzt wurde das Kreisgebiet 2003 durch einen Staatsvertrag zwischen dem Saarland und Rheinland-Pfalz geändert. Eine zum saarländischen Haupersweiler (Gemeinde Freisen) gehörende Straße, die etwa einen Kilometer vom Dorf entfernt lag und geographisch unmittelbar an das Gebiet der Ortsgemeinde Herchweiler (Landkreis Kusel) grenzte, wurde an das Land Rheinland-Pfalz abgetreten.
Seit dem Abschluss der Gemeindereform 1974 umfasst der Landkreis Sankt Wendel acht Gemeinden, darunter die Kreisstadt Sankt Wendel, die gleichzeitig die einzige Stadt des Kreises ist. Die kleinste Gemeinde ist Oberthal.

### Einwohnerstatistik

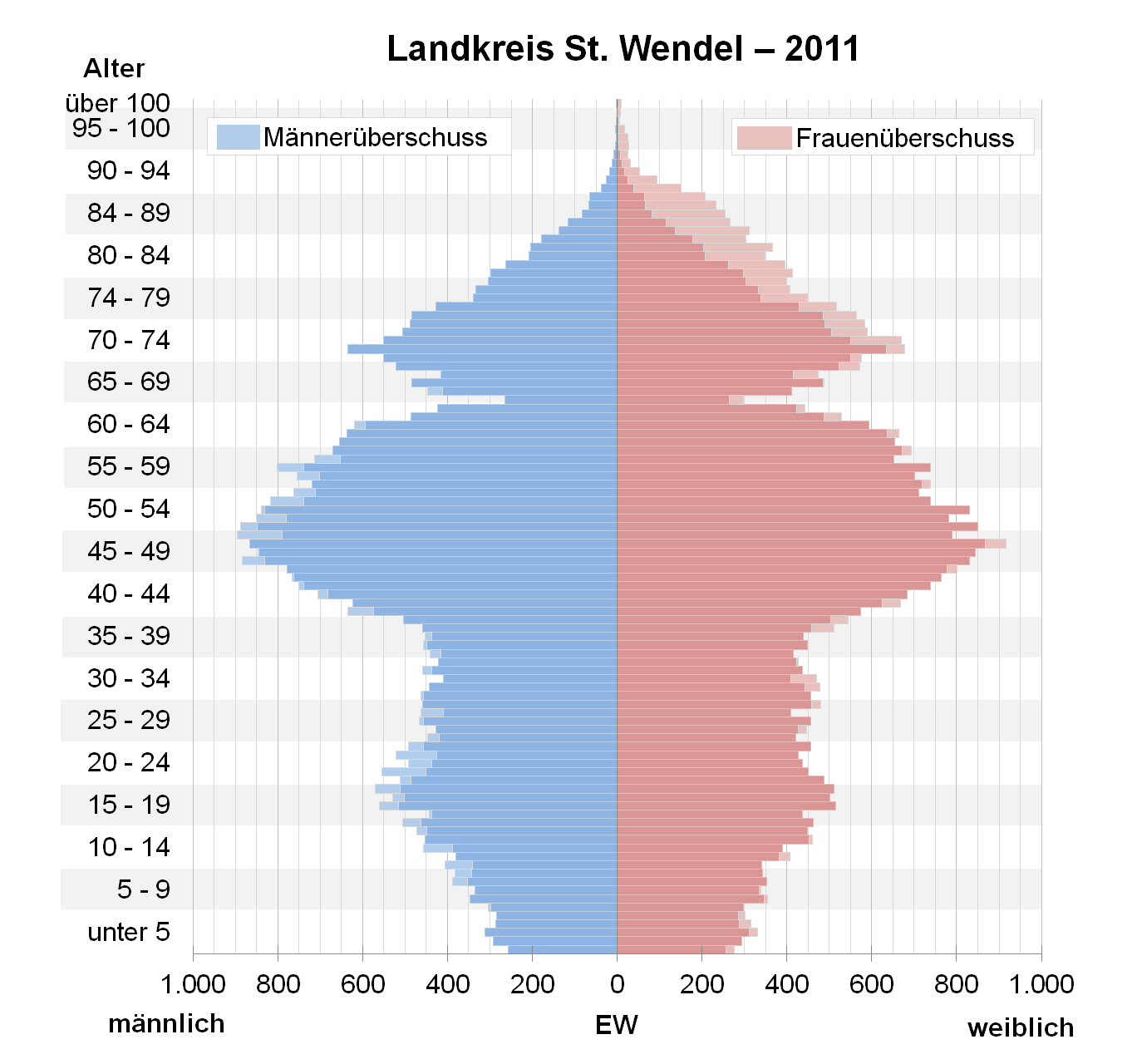
Bevölkerungspyramide für den Kreis St. Wendel (Datenquelle: Zensus 2011)

| Jahr | Einwohner | Quelle |
| ---- | --------- | ------ |
| 1831 | 34.241    | [ 15 ] |
| 1832 | 34.744    | [ 15 ] |
| 1833 | 35.108    | [ 15 ] |
| 1834 | 35.236    | [ 15 ] |
| 1837 | 35.029    | [ 15 ] |
| 1840 | 36.499    | [ 15 ] |
| 1843 | 37.449    | [ 15 ] |
| 1846 | 37.885    | [ 15 ] |
| 1847 | 37.503    | [ 16 ] |
| 1849 | 38.016    | [ 15 ] |
| 1852 | 38.796    | [ 15 ] |
| 1855 | 38.289    | [ 15 ] |
| 1858 | 40.392    | [ 15 ] |
| 1861 | 41.208    | [ 15 ] |
| 1871 | 42.876    | [ 17 ] |
| 1885 | 47.202    | [ 17 ] |
| 1900 | 49.186    | [ 18 ] |

| Jahr | Einwohner | Quelle |
| ---- | --------- | ------ |
| 1910 | 55.025    | [ 18 ] |
| 1939 | 55.025    | [ 18 ] |
| 1960 | 85.600    | [ 18 ] |
| 1970 | 93.200    | [ 19 ] |
| 1980 | 93.200    | [ 20 ] |
| 1990 | 93.500    | [ 21 ] |
| 2000 | 95.400    | [ 22 ] |
| 2010 | 90.596    |        |
| 2018 | 87.397    | [ 23 ] |
| 2023 | 86.988    |        |

### Konfessionsstatistik
Gemäß der Volkszählung 2011 waren 68,3 % (61.512 Einwohner) römisch-katholisch, 19,6 % der Einwohner evangelisch und 12,1 % waren konfessionslos, gehörten einer anderen Religionsgemeinschaft an oder machten keine Angabe. Die Zahl Katholiken ist seitdem gesunken. Ende 2019 hatte der Kreis St. Wendel fast 54.000 (62 %) Katholiken.

### Christentum
Die katholischen Gemeinden des Landkreises gehören zu den Diözesen Trier und Speyer. Versuche, in den Jahren des autonomen Saarstaates (1947–1956) auch ein eigenständiges Saarbistum zu bilden (als dessen Sitz durchaus St. Wendel in Betracht gekommen wäre), scheiterten.
Die evangelische Bevölkerung des Landkreises gehörte seit 1826 zur Rheinprovinz mit dem Konsistorium in Koblenz in der Evangelischen Kirche in Preußen (EKiP). Nach Auflösung des Staates Preußen wurde diese Kirchenprovinz am 12. November 1948 selbständig und bildet seither die Evangelische Kirche im Rheinland; zur rheinischen Kirche gehören die meisten evangelischen Gemeinden im Landkreis. Die Kirchengemeinden Hoof und Niederkirchen gehören zum Dekanat Kusel in der Evangelischen Kirche der Pfalz.

## Politik

### Kreistag
Der Kreistag ist die kommunale Volksvertretung im Landkreis St. Wendel. Über seine Zusammensetzung entscheiden die Bürger alle fünf Jahre.
Die Kreistagswahl am 9. Juni 2024 führte zu dem rechts dargestellten Ergebnis und der daraus folgenden Sitzverteilung:
- Grüne: 1
- SPD: 8
- FW: 1
- CDU: 14
- AfD: 3

Übersicht über die Ergebnisse vergangener Kreistagswahlen
| Parteien und Wählergemeinschaften | Parteien und Wählergemeinschaften           | % 2024 | Sitze 2024 | % 2019 | Sitze 2019 | % 2014 | Sitze 2014 | % 2009 | Sitze 2009 | % 2004 | Sitze 2004 | % 1999 | % 1994 | % 1989 | % 1984 |
| CDU                               | Christlich Demokratische Union Deutschlands | 47,4   | 14         | 48,3   | 14         | 51,4   | 15         | 51,6   | 14         | 61,0   | 18         | 55,7   | 48,5   | 46,2   | 48,9   |
| SPD                               | Sozialdemokratische Partei Deutschlands     | 27,1   | 8          | 26,6   | 8          | 33,4   | 9          | 31,6   | 9          | 32,2   | 9          | 40,1   | 42,0   | 44,2   | 43,6   |
| AfD                               | Alternative für Deutschland                 | 11,2   | 3          | 6,0    | 1          | 4,3    | 1          | -      | -          | -      | -          | -      | -      | -      | -      |
| FREIE WÄHLER                      | FREIE WÄHLER                                | 5,8    | 1          | 4,3    | 1          | -      | -          | -      | -          | -      | -          | -      | -      | -      | -      |
| GRÜNE                             | Bündnis 90/Die Grünen                       | 4,6    | 1          | 7,8    | 2          | 3,3    | 1          | 4,1    | 1          | 3,9    | 0          | 2,7    | 4,6    | 4,7    | 4,4    |
| FDP                               | Freie Demokratische Partei                  | 2,0    | 0          | 2,4    | 0          | 1,3    | 0          | 3,9    | 1          | 2,9    | 0          | 1,4    | 1,3    | 2,6    | 2,8    |
| DIE LINKE                         | DIE LINKE                                   | 1,9    | 0          | 4,6    | 1          | 4,5    | 1          | 8,9    | 2          | -      | -          | -      | -      | -      | -      |
| PIRATEN                           | Piratenpartei Deutschland                   | -      | -          | -      | -          | 1,9    | 0          | -      | -          | -      | -          | -      | -      | -      | -      |
| REP                               | Die Republikaner                            | -      | -          | -      | -          | -      | -          | -      | -          | -      | -          | -      | 2,3    | -      | -      |
| NPD                               | Nationaldemokratische Partei Deutschlands   | -      | -          | -      | -          | -      | -          | -      | -          | -      | -          | -      | -      | 2,3    | -      |
| Gesamt                            | Gesamt                                      | 100,0  | 27         | 100,0  | 27         | 100,0  | 27         | 100,0  | 27         | 100,0  | 100,0      | 100,0  | 100,0  |        |        |
| Wahlbeteiligung                   | Wahlbeteiligung                             | 73,6 % | 73,6 %     | 65,1 % | 65,1 %     | 69,5 % | 69,5 %     | 67,3 % | 67,3 %     | 73,7 % | 82,6 %     | 87,3 % | 84,7 % |        |        |

### Landräte
- 1835–184800Theodor Erasmus Engelmann[27]
- 18480000000Eduard Otto Spangenberg[28] (kommissarisch)
- 1848–188500Karl Hermann Rumschöttel[29]
- 1885–190000Alwin von Hagen[30]
- 1900–190600Wilhelm Momm[31]
- 1906–191700Otto von Aschoff[32]
- 1917–191900Hermann Sommer[33]
- 1919–192900Karl Alfred Friedrich[34]
- 1929–193500Franz Schmitt[35]
- 1935–194200Leonhard Lorscheider[36]
- 1942–194500Maximilian Rech, seit 1920 bereits Landrat von Ottweiler[37]
- 1945–194600Heinrich Strauß[38]
- 1946–196100Paul Schütz[39]
- 1961–197200Werner Zeyer, CDU, später Ministerpräsident des Saarlandes[40]
- 1972–197400Gerhard Breit, CDU, später ständiger Vertreter des Ministers des Innern bis 1985[41]
- 1974–199200Waldemar Marner, CDU[42]
- 1992–200700Franz Josef Schumann, CDU
- 2008–000000Udo Recktenwald, CDU

Die Direktwahl des Landrates 2007 hatte folgendes Ergebnis:
| Kandidat        | Partei                | Wahlergebnis |
| --------------- | --------------------- | ------------ |
| Udo Recktenwald | CDU                   | 52,4 %       |
| Magnus Jung     | SPD                   | 38,6 %       |
| Kristin Günther | Bündnis 90/Die Grünen | 9,0 %        |

### Wappen
Der Schild ist in Silber und Blau geteilt. Darin befindet sich ein rotbezungter und rotbewehrter Löwe mit gewechselten Farben, belegt mit einem goldenen Herzschild. In diesem befindet sich wiederum eine rote heraldische Lilie.

## Stadt und Gemeinden
(Einwohnerzahlen am 31. Dezember 2023)
| Stadt - St. Wendel, Kreisstadt (25.497) | Gemeinden 1. Freisen (8038) 2. Marpingen (10.315) 3. Namborn (7117) 4. Nohfelden (10.081) 5. Nonnweiler (8481) 6. Oberthal (6087) 7. Tholey (12.440) |

Ehemalige Gemeinden
Viele Gemeinden des Landkreises verloren am 1. Januar 1974 durch die Gebiets- und Verwaltungsreform ihre Eigenständigkeit:
- Asweiler, Eitzweiler, Grügelborn, Haupersweiler, Oberkirchen, Reitscheid und Schwarzerden wurden Teil der Gemeinde Freisen.
- Alsweiler und Urexweiler wurden Teil der Gemeinde Marpingen.
- Baltersweiler, Eisweiler, Furschweiler, Gehweiler, Heisterberg, Hirstein, Hofeld-Mauschbach, Pinsweiler und Roschberg wurden Teil der Gemeinde Namborn.
- Bosen, Eckelhausen, Eisen, Eiweiler, Gonnesweiler, Mosberg-Richweiler, Neunkirchen, Selbach, Sötern, Türkismühle, Walhausen und Wolfersweiler wurden Teil der Gemeinde Nohfelden.
- Bierfeld, Braunshausen, Kastel, Otzenhausen, Primstal, Schwarzenbach und Sitzerath wurden Teil der Gemeinde Nonnweiler.
- Gronig, Güdesweiler und Steinberg-Deckenhardt wurden Teil der Gemeinde Oberthal.
- Bliesen, Bubach, Dörrenbach, Hoof, Leitersweiler, Marth, Niederkirchen, Niederlinxweiler, Oberlinxweiler, Osterbrücken, Remmesweiler, Saal, Urweiler, Werschweiler und Winterbach wurden Teil der Stadt St. Wendel.
- Bergweiler, Hasborn-Dautweiler, Lindscheid, Neipel, Scheuern, Sotzweiler, Theley und Überroth-Niederhofen wurden Teil der Gemeinde Tholey.
- Buweiler-Rathen und Kostenbach wurden Teil der Stadt Wadern im Landkreis Merzig-Wadern.
- Mainzweiler wurde Teil der Stadt Ottweiler im Landkreis Neunkirchen.

Die Stadt Baumholder und die folgenden Gemeinden gehörten bis 1920 zum Kreis Sankt Wendel und wurden nach dem Zweiten Weltkrieg nicht in den Kreis zurückgegliedert:
Aulenbach, Ausweiler, Berglangenbach, Berschweiler bei Baumholder, Breungenborn, Buborn, Deimberg, Dickesbach, Eckersweiler, Ehlenbach, Erzweiler, Fohren-Linden, Frauenberg, Frohnhausen, Grumbach,
Grünbach, Hahnweiler, Hammerstein, Hausweiler, Heimbach, Herren-Sulzbach, Homberg, Ilgesheim, Kappeln, Kefersheim, Kirchenbollenbach, Kirrweiler, Langweiler, Leitzweiler, Mambächel, Merzweiler, Mettweiler, Mittelbollenbach, Mittelreidenbach, Nahbollenbach, Niederalben, Niedereisenbach, Oberjeckenbach, Oberreidenbach, Offenbach am Glan, Pfeffelbach, Reichenbach, Reichweiler, Rohrbach, Ronnenberg, Rückweiler, Ruschberg, Ruthweiler, Schmidthachenbach, Sien, Sienerhöfe, Sienhachenbach, Thallichtenberg, Unterjeckenbach, Weierbach, Wickenhof, Wieselbach, Wiesweiler und Zaubach
Weitere ehemalige Gemeinden des Kreises waren Asweiler-Eitzweiler, das am 1. März 1949 in die Gemeinden Asweiler und Eitzweiler aufgespalten wurde, Burglichtenberg, das am 1. April 1910 nach Thallichtenberg eingemeindet wurde sowie die Gemeinden Steinbach und Wetschhausen, die am 1. Oktober 1946 in den Landkreis Ottweiler wechselten.

## Wirtschaft und Infrastruktur
In der Studie, die vom Deutschen Verband für Wohnungswesen, Städtebau und Raumordnung am 26. Januar 2005 in Berlin veröffentlicht wurde und sich auf die Kaufkraftattraktivität bezieht, landete der Landkreis St. Wendel auf Platz fünf unter allen 439 deutschen Landkreisen und kreisfreien Städten. Nur die Großstädte München, Hamburg und Berlin sowie der Landkreis Starnberg sind vor dem Kreis St. Wendel platziert.
Grundlage der Studie sind die Angaben, welche die Statistischen Landesämter liefern. Dabei ist auffallend, dass der Landkreis St. Wendel gerade beim verfügbaren Einkommen, also der Kaufkraft, bundesweit Spitzenplätze erreicht. Hier liegt der Kreis auf Platz 15, beim Wachstum der Kaufkraft sogar bundesweit auf Platz eins. Zusammen mit anderen Indikatoren ergibt sich am Ende dieser Platz fünf.

## Arbeitsmarkt
Der Landkreis St. Wendel hat seit dem 1. Januar 2005 im Rahmen des sog. Optionsmodells als einziger Landkreis im Saarland die Verantwortung für die Betreuung der Langzeitarbeitslosen übernommen. Organisatorisch ist diese Aufgabe in der Kommunalen Arbeitsförderung angesiedelt. Der Kreis hat seit Jahren die mit Abstand niedrigste Arbeitslosenquote im Saarland, nicht zuletzt dank der langjährigen Aktivitäten der Wirtschaftsförderung (www.wifoe-gmbh.de). Aktuell liegt die Arbeitslosenquote bei 3,4 % (November 2011). Einen besonderen Schwerpunkt setzt der Landkreis bei der Bekämpfung der Jugendarbeitslosigkeit. Mit dem präventiv angelegten System der Jugendberufshilfe wird versucht, Jugendliche mit schulischen und/oder persönlichen Problemen frühzeitig zu stabilisieren und ihnen einen Schulabschluss sowie eine Ausbildungsstelle zu ermöglichen. Das Projekt wurde 2007 von der Bertelsmann-Stiftung als eines von fünf auf Bundesebene besonders erfolgreichen Modellprojekten hervorgehoben. Im November 2011 lag die Arbeitslosenquote der unter 25-Jährigen im Verantwortungsbereich des Kreises bei 0,1 %, womit St. Wendel auf Rang 2 aller 421 Kreis und kreisfreien Städte bundesweit rangiert.

## Schutzgebiete
Im Landkreis befinden sich 22 ausgewiesene Naturschutzgebiete (Stand Februar 2017).

## Tourismus
Die Entwicklung einer touristischen Infrastruktur wurde bereits in den 1960er Jahren angegangen. Eine der grundlegenden Maßnahmen dabei war die Schaffung eines touristisch nutzbaren künstlichen Stausees (120 ha Wasserfläche), des Bostalsees, der unter dem damaligen Landrat Werner Zeyer (später: Ministerpräsident des Saarlandes) konzipiert und 1979 in Betrieb genommen wurde. Der See ist umgeben von einem 7 km langen Wander- und Fahrradweg, er kann zum Schwimmen, Segeln, Surfen und Tretbootfahren genutzt werden. Ein Strandbad und ein Campingplatz runden das Angebot ab.
Weitere touristische Angebote: Sommer-Rodelbahn im See nahen Braunshausen, der keltische Ringwall von Otzenhausen (La-Tène-Zeit), im Volksmund „Hunnenring“ genannt, keltisch-römische Ausgrabungen im Varuswald bei Tholey, Nostalgie-Fahrten mit alten Eisenbahnzügen und Triebwagen auf der stillgelegten Ostertal-Trasse, Golfen auf dem 27-Loch-Platz nahe der Kreisstadt St. Wendel und in dem Golfpark Bostalsee bei Nohfelden-Eisen, ein dichtes Netz von bestens erschlossenen Wander- und Radwanderwegen, Straße der Skulpturen (St. Wendel) („Bildhauersymposium“),
Völkerkundliches Museum der Steyler Missionare in St. Wendel, historische Pilgerstätte am Grab des Heiligen Wendelin in der Wendalinusbasilika (Basilika minor) (St. Wendel).

## Verkehr
Das Kreisgebiet wird von der Bundesautobahn 1 Saarbrücken–Trier und von der A 62 Pirmasens–Nonnweiler, die im Autobahndreieck Nonnweiler zusammentreffen, berührt. Ferner wird der Landkreis durch Bundes- und Landesstraßen erschlossen. Die wichtigsten Bundesstraßen sind die B 41 Neunkirchen–Birkenfeld und die B 269 Sankt Wendel–Saarlouis.
Die Eisenbahn erschließt den Landkreis über die Nahetalbahn (KBS 680).
Die wichtigsten Bahnhöfe im Kreisgebiet sind St. Wendel und Türkismühle, wo auch Regional-Express-Züge halten.
Des Weiteren existieren zwei Museumseisenbahnstrecken, die Ostertalbahn (KBS 12683) von Ottweiler nach Schwarzerden sowie die Hochwaldbahn (von Türkismühle nach Hermeskeil). Die Bahnstrecke Türkismühle–Kusel existiert ebenfalls noch teilweise, jedoch fahren darauf keine fahrplanmäßigen Züge.
Für den ÖPNV sind 54 Buslinien im Landkreis eingerichtet, die jährliche Fahrleistung beträgt 3,8 Mio. Buskilometer.

## Kfz-Kennzeichen
Am 1. Januar 1957 wurde dem Landkreis anlässlich des Beitritts des Saarlandes zur Bundesrepublik Deutschland das Unterscheidungszeichen WND zugewiesen. Es wird durchgängig bis heute ausgegeben.